# Cardioglossa escalerae
Cardioglossa escalerae és una espècie de granota que viu al Camerun, República Centreafricana, República Democràtica del Congo, Guinea Equatorial i, possiblement també, a la República del Congo i Gabon.
Està amenaçada d'extinció per la pèrdua del seu hàbitat natural.